# Temple protestant de Grenoble
Le temple de Grenoble est un lieu de culte protestant situé 2 rue Joseph-Fourier à Grenoble. La paroisse est membre de l'Église protestante unie de France.

## Histoire
Le protestantisme est présent à Grenoble, alors capitale de la province du Dauphiné, dès le début de la Réforme. Le prédicateur Pierre de Sibiville, correspondant des réformateurs suisses Ulrich Zwingli et Œcolampade y prêche à partir de 1523. Il est brûlé en février 1525. En 1561, Grenoble devient place de sûreté des Huguenots. La même année, le réformateur dauphinois Guillaume Farel, y installe un pasteur et un maître d'école. Il travaille au ralliement des vaudois, disciple de Pierre Valdo, au protestantisme. 10 à 20% de la population se rallie au Calvinisme. En avril 1563, Grenoble devient une république protestante. Le temple de Grenoble est édifié au centre de la ville, rue du Vieux Temple. François de Bonne, duc de Lesdiguières, chef huguenot fidèle au roi Henri IV, conquiert Grenoble le 22 décembre 1590. Il y fait appliquer l'édit de Nantes, finance les réformés tout en soutenant les catholiques dans leur Contre-Réforme. Le Dauphiné compte alors 90 temples protestants.
En 1671, les Pères franciscains du couvent des Minimes de Grenoble font détruire le temple protestant voisin, qui est reconstruit dans le faubourg sud-est à l'extérieur des remparts, au lieu-dit du Très-Cloîtres. En 1675, l'évêque Étienne Le Camus fait rue du Vieux Temple un séminaire catholique confié aux Oratoriens. À partir de 1681, les protestants sont persécutés par les Dragonnades envoyées par Louis XIV. Le temple de Grenoble est détruit après la révocation de l'édit de Nantes en 1685.
Dix à douze mille protestants fuient alors pour les pays du Refuge protestant, en Suisse, dans les principautés allemandes et dans les Provinces-Unies. Le sentier de grande randonnée GR 968 « Sur les pas des Huguenots » maintient le souvenir de cet exil,. Les abjurations sont massives. Les fidèles restés dans la région se rassemblent clandestinement au « Désert », c'est l'époque de « église sous la croix ». Les femmes surprises sont envoyés en prison, comme à la tour de Crest, et les hommes aux galères. En 1745 sont exécutés les derniers pasteurs, Louis Ranc à Die et le prédicateur Jacques Roger sur la place Grenette à Grenoble.
L'édit de Versailles de 1787 et la Révolution française redonnent la liberté de culte aux protestants. Antoine Barnave, protestant, est élu maire de Grenoble en 1790 et devient président de l'Assemblée constituante la même année. En 1801, le recensement du ministre de l'intérieur Jean-Antoine Chaptal compte 2% de grenoblois protestants. L'Isère a alors quatre pasteurs. Le temple est construit en 1807. Un orgue est monté en 1870, reconstruit en 1926.
Pendant la Seconde Guerre mondiale la paroisse de Grenoble dirigée par les pasteurs Charles Cook et Charles Westphal accueille les réfugiés et sauve de nombreux juifs. Après la guerre, la paroisse s'engage dans l'œcuménisme, le dialogue interreligieux et l'écologie,. Les pasteurs sont Hervé Gantz, depuis 2014 et Marie-Pierre Van Den Bosscheantz, depuis 2016.